# Křišťálový glóbus
Křišťálový glóbus je hlavní cena pro nejlepší film na Mezinárodním filmovém festivalu v Karlových Varech udělovaná od roku 1948.
Cena byla nejdříve předávána ve formě charakteristické karlovarské oplatky. V roce 2001 získala podobu křišťálového glóbu v objetí půvabné ženské siluety, podle návrhu fotografa Tona Stana. Předlohou bronzové ženy zvedající glóbus, ze sochařského ateliéru Miloše Vacka, se stala Ema Černáková, finalistka Miss České republiky 2001. Výška pětikilové sošky činí 42 centimetrů. Koule o průměru 11,5 centimetru je tvořena bezolovnatým sodno-draselného křišťálem. Výroby se zhostila karlovarská sklárna Moser.

## Velká cena Křišťálový glóbus – Grand Prix
| Rok  | Film | Režie                             | Země                                             |
| ---- | --- | --------------------------------- | ------------------------------------------------ |
| 1948 | Osvětim (Ostatni etap)                                                                                           | Wanda Jakubowska                  | Polsko                                           |
| 1949 | Stalingradská bitva (Сталинградская битва)                                                                       | Vladimir Petrov                   | Sovětský svaz                                    |
| 1950 | Pád Berlína (Падение Берлина)                                                                                    | Michail Čiaureli                  | Sovětský svaz                                    |
| 1951 | Rytíř zlaté hvězdy (Кавалер Золотой Звезды)                                                                      | Julij Rajzman                     | Sovětský svaz                                    |
| 1952 | Nezapomenutelný rok 1919 (Незабываемый 1919 год)                                                                 | Michail Čiaureli                  | Sovětský svaz                                    |
| 1954 | Sůl země (Salt of the Earth)                                                                                     | Herbert J. Biberman               | Spojené státy americké                           |
| 1954 | Věrní přátelé (Верные друзья)                                                                                    | Michail Kalatozov                 | Sovětský svaz                                    |
| 1956 | Kdyby všichni chlapi světa ... (Si tous les gars du monde)                                                       | Christian-Jaque                   | Francie                                          |
| 1957 | Pod rouškou noci (Jagte Raho)                                                                                    | Sombhu Mitra Amit Mitra           | Indie                                            |
| 1958 | Tichý Don (Тихий Дон)                                                                                            | Sergej Gerasimov                  | Sovětský svaz                                    |
| 1958 | Nevlastní bratři (Ibo kyoudai)                                                                                   | Miyoji Ieki                       | Japonsko                                         |
| 1960 | Serjožka (Серёжа)                                                                                                | Georgi Danelija Igor Talankin     | Sovětský svaz                                    |
| 1962 | Devět dní jednoho roku (Девять дней одного года)                                                                 | Michail Iljič Romm                | Sovětský svaz                                    |
| 1964 | Obžalovaný | Ján Kadár Elmar Klos              | Československo                                   |
| 1966 | cena neudělena                                                                                                   | cena neudělena                    | cena neudělena                                   |
| 1968 | Rozmarné léto | Jiří Menzel                       | Československo                                   |
| 1970 | Kes | Ken Loach                         | Spojené království                               |
| 1972 | Zkrocení ohně (Укрощение огня)                                                                                   | Daniil Chrabrovickij              | Sovětský svaz                                    |
| 1974 | Romance o zamilovaných (Романс о влюбленных)                                                                     | Andrej Končalovskij               | Sovětský svaz                                    |
| 1976 | Kantáta o Chile (La Cantata de Chile)                                                                            | Humberto Solás                    | Kuba                                             |
| 1978 | Stíny horkého léta                                                                                               | František Vláčil                  | Československo                                   |
| 1978 | Bílý Bim, Černé ucho (Белый Бим, Чёрное ухо)                                                                     | Stanislav Rostockij               | Sovětský svaz                                    |
| 1980 | Snoubenka (Die Verlobte)                                                                                         | Günter Reisch Günther Rücker      | Německá demokratická republika                   |
| 1982 | Mexiko v plamenech - Rudé zvony (Красные колокола. Фильм 1. Мексика в огне)                                      | Sergej Bondarčuk                  | Mexiko, Sovětský svaz, Itálie                    |
| 1984 | Lev Tolstoj | Sergej Gerasimov                  | Sovětský svaz, Československo                    |
| 1986 | Ulice umírání (A Street to Die)                                                                                  | Bill Bennett                      | Austrálie                                        |
| 1988 | Ibiškové městečko (Fu rong zhen)                                                                                 | Xie Jin                           | Čínská lidová republika                          |
| 1990 | cena neudělena                                                                                                   | cena neudělena                    | cena neudělena                                   |
| 1992 | Krapačuk (Krapatchouk)                                                                                           | Enrique Gabriel                   | Španělsko, Belgie, Francie                       |
| 1994 | Můj rodný bratr (Mi hermano del alma)                                                                            | Mariano Barroso                   | Španělsko                                        |
| 1995 | Jízda | Jan Svěrák                        | Česko                                            |
| 1996 | Kavkazský zajatec (Кавказский пленник)                                                                           | Sergej Bodrov                     | Rusko, Kazachstán                                |
| 1997 | Můj růžový život (Ma vie en rose)                                                                                | Alain Berliner                    | Belgie, Francie, Spojené království              |
| 1998 | Srdce na dlani (Le coeur au poing)                                                                               | Charles Binamé                    | Kanada                                           |
| 1999 | Jana a její přátelé (החברים של יאנה, Hachaverim shel Yana)                                                       | Arik Kaplun                       | Izrael                                           |
| 2000 | Já, ty, oni (Eu Tu Eles)                                                                                         | Andrucha Waddington               | Brazílie                                         |
| 2001 | Amélie z Montmartru (Le fabuleux destin d'Amélie Poulain)                                                        | Jean-Pierre Jeunet                | Francie                                          |
| 2002 | Rok ďábla | Petr Zelenka                      | Česko                                            |
| 2003 | Okno naproti (La finestra di fronte)                                                                             | Ferzan Özpetek                    | Itálie, Spojené království, Turecko, Portugalsko |
| 2004 | Ukradené dětství (Certi bambini)                                                                                 | Andrea Frazzi Antonio Frazzi      | Itálie                                           |
| 2005 | Můj Nikifor (Mój Nikifor)                                                                                        | Krzysztof Krauze                  | Polsko                                           |
| 2006 | Sherrybaby | Laurie Collyer                    | Spojené státy americké                           |
| 2007 | Severní blata (Mýrin)                                                                                            | Baltasar Kormákur                 | Island                                           |
| 2008 | Ukrutně šťastni (Frygtelig lykkelig)                                                                             | Henrik Ruben Genz                 | Dánsko                                           |
| 2009 | Anděl u moře (Un ange à la mer)                                                                                  | Frédéric Dumont                   | Belgie                                           |
| 2010 | Moskytiéra (La mosquitera)                                                                                       | Agustí Vila                       | Španělsko                                        |
| 2011 | Restaurátor (בוקר טוב אדון פידלמן, Boker tov, adon Fidelman)                                                     | Joseph Madmony                    | Izrael                                           |
| 2012 | Henrik (Mer eller mindre mann)                                                                                   | Martin Lund                       | Norsko                                           |
| 2013 | Velký sešit (A nagy füzet)                                                                                       | János Szász                       | Maďarsko                                         |
| 2014 | Kukuřičný ostrov (Simindis kundzuli)                                                                             | Georgij Ovašvili                  | Gruzie                                           |
| 2015 | Bob a stromy (Bob and the Trees)                                                                                 | Diego Ongaro                      | Spojené státy americké                           |
| 2016 | Rodinné štěstí (Ernelláék Farkaséknál)                                                                           | Szabolcs Hajdu                    | Maďarsko                                         |
| 2017 | Křižáček | Václav Kadrnka                    | Česko                                            |
| 2018 | „Je mi jedno, že se zapíšeme do dějin jako barbaři“ („Îmi este indiferent dacă în istorie vom intra ca barbari”) | Radu Jude                         | Rumunsko                                         |
| 2019 | Otec | Kristina Grozevová Petar Valčanov | Bulharsko                                        |
| 2021 | Strahinja (As Far as I Can Walk)                                                                                 | Stefan Arsenijević                | Srbsko                                           |
| 2022 | Nadějné léto (Summer with Hope)                                                                                  | Sadaf Foroughi                    | Kanada, Írán                                     |
| 2023 | Blažiny lekce (Urotcite na Blaga)                                                                                | Stephan Komandarev                | Bulharsko                                        |
| 2024 | Náhlý záblesk hlubších věcí (A Sudden Glimpse to Deeper Things)                                                  | Mark Cousins                      | Spojené království                               |
| 2025 | Raději zešílet v divočině                                                                                        | Miro Remo                         | Česko, Slovensko                                 |